# 宝生舞
宝生 舞（ほうしょう まい、1977年1月29日 - ）は、日本の元女優、元歌手。本名（旧姓）は北村 麻衣（きたむら まい）。
大阪府豊中市出身。所属事務所はABCプロモーション（現・エイビーシーエージェンシー）（ - 2006年8月）→メインキャストプロダクション→Power M→オフィス北野(2009年6月 - 2010年5月)。
聖母被昇天学院幼稚園・聖母被昇天学院小学校・中学校・高等学校を経て、日出女子学園高等学校卒業。

## 来歴・人物
聖母被昇天学院高等学校在学中の1993年、集英社のコミック誌『週刊ヤングジャンプ』の「第3回全国女子高生制服コレクション」に出場し1000人以上の中からグランプリを受賞し、『ツインズ教師』でデビュー。その後日出女子学園高等学校へ転入した。
1996年、連続ドラマ『銀狼怪奇ファイル』・『続・星の金貨』に出演。同年、映画『モスラ』のモル役で出演が予定されていたが、病気のため降板、ロラ役の予定だった小林恵がモル役になり、ロラ役には山口紗弥加が起用された。1997年11月にはシングル「Carnival」をリリース。1998年、フジテレビの連続ドラマ『ショムニ』にレギュラー出演、2003年まで断続的にシリーズは続いた。
2006年9月、事務所をABCプロモーションからPower Mに移籍。2007年3月6日、ストリートファッションブランド「テンダーロイン」に所属する7歳年上のグラフィックデザイナー西浦徹と結婚。2009年6月、事務所をPower Mからオフィス北野に移籍する。
2010年5月31日、公式ウェブサイトで「これからの人生、『宝生舞』としてではなく、また『役』としてでもなく、自分自身をしっかりと確立させるため、この度の決断に至りました」と声明を出し、女優業引退を発表。引退作品は、映画『ボックス!』。2011年7月までロサンゼルスにある English Language Center（ELC）という英語語学学校で勉強した。2013年1月9日、NHK総合の歴史情報番組『歴史秘話ヒストリア』の「会津“ハンサムウーマン”が行く新島八重不屈の会津魂」に新島八重役で特別出演した（2009年放送回「明治悪妻伝説 初代“ハンサムウーマン”新島八重の生涯」の再編集）。

## 引退後
映像コンテンツ権利処理機構の『権利の所在が不明な著作物』に、2015年5月23日付けで、テレビ朝日『相棒 season6』（2007年10月から放映）の出演した作品で「本人と連絡が取れない」として、公式ウェブサイトに掲載されたが、関係者から「連絡先が分かった」として、6月17日に映像コンテンツ権利処理機構のウェブページ一覧から削除された。
2013年に『ショムニ』で共演した戸田恵子が自身のブログで宝生の元気な様子を明かし、2017年には『ぼくらの勇気 未満都市』の2017年復活版スペシャルの撮影現場に差し入れを持って訪れたことが番組の公式Twitterによって明らかにされた。

## 出演

### テレビドラマ
NHK
- 山田風太郎 からくり事件帖-警視庁草紙より-（2001年） - 宇津木冴 役
- 藤沢周平の人情しぐれ町 第10話（2001年）- おさよ 役
- 御宿かわせみ〜第2章（2004年）
- 七色のおばんざい 第3週（2005年）- 貴子 役
- 鞍馬天狗 第6回（2008年2月）- 幾浜（さと）役
- 歴史秘話ヒストリア 明治 悪妻伝説〜初代“ハンサムウーマン”新島八重の生涯〜（2009年4月22日）- 新島八重 役
- オトコマエ! 2 第8回「落とし穴 前編」、第9回「落とし穴 後編」（2009年10月24日）- よしの 役

日本テレビ系
- ザ・ワイドショー（1994年） - 鷲見桃子 役
- 三姉妹熱血ジャンケン宣言（1994年2月9日 - 2月11日）
- 君を見つめて～トゥルーロマンス(1995年)
- たたかうお嫁さま（1995年）- 佐倉由美子 役
- 続・星の金貨（1996年）- 沢井コンツェルン会長令嬢・沢井梨花 役
- 銀狼怪奇ファイル（1996年）- 天神学園高等学校 新聞部 副部長・小早川冴子 役
- ぼくらの勇気 未満都市（1997年）- ユーリ 役
- 新・俺たちの旅 Ver.1999（1999年） - 竹内紀子 役
- 億万長者と結婚する方法（2000年）- 風俗嬢・松崎カオリ 役
- ぼくの魔法使い 第6話（2003年）- 渋沢恭子 役

TBS系
- 新幹線'97恋物語（1997年）- 高野美沙 役
- ラブとエロス（1998年）- 浜崎麻里 役
- 月曜ミステリー劇場
  - 「真実を追う男 第1作」（2002年11月11日）- 越後中央病院 医師・白川佐和子 役
  - 「浅見光彦シリーズ 第19作 長崎殺人事件」（2004年）- 老舗カステラ店「松風軒」店主・松波公一郎（林隆三）の長女 松波春香 役

フジテレビ系
- お願いデーモン!（1993年）
- 世にも奇妙な物語
  - 冬の特別編「閉ざされた空間（心の声が聞こえる）」（1994年1月6日）
- バージンロード（1997年）- 恩田季里 役
- 学校の怪談 第4話「おぞけ」（2000年、関西テレビ）- 鈴木詩織 役
- ショムニ（1998年 - 2003年）- 総務部庶務二課 丸橋梅 役

テレビ朝日系
- ツインズ教師（1993年）- 野村純子 役
- オ・ト・ナにして～コンプレックス・ブルー (1995年)
- カケオチのススメ（1995年）- 御徒町雛子 役
- 天国のKiss（1999年）- 三条鞠絵 役
- OLヴィジュアル系 第2シリーズ（2001年）- 花水木麗華 役
- 恋は戦い!（2003年）- 派遣社員 木下ゆかり 役
- 土曜ワイド劇場
  - 「法医学教室の事件ファイル」（2004年10月23日）- 小児心療内科の看護師・原田幾美 役
- 相棒 season6 第1話「複眼の法廷」（2007年10月24日）- 帝都新聞の記者・田部井祐子 役
- モップガール 第3話（2007年）- 根岸小百合 役

テレビ東京系
- ウルトラQ dark fantasy（2004年）- 藤野加代子 役
- 水曜ミステリー9
  - 「警察署長・たそがれ正治郎 第1作 隅田川不連続殺人」（2005年）- 家事手伝い・栗村洋子 役

### 映画
- 銀座警察 武闘派刑事（1994年）- エリー 役
- すられてたまるか パチスロ物語（1995年）
- あした（1995年）- 朝倉恵 役
- 人造人間ハカイダー（1995年）- カオル 役
- 大失恋。（1995年）- 「ダブルデート」恵美 役
- SADA〜戯作・阿部定の生涯（1998年）- 売笑婦 役
- 釣りバカ日誌10（1998年）- 岩下みどり 役
- 富江 replay（2000年）- 川上富江 役
- 陰陽師（2001年）- 瓜の女 役
- 自殺サークル (2002年）- 沢田敦子 役
- なごり雪（2002年）- 菅井とし子 役
- 実録・ヒットマン 妻その愛（2002年）- 啓子 役
- 三浦和義事件 もう一つのロス疑惑の真実（2004年、東真司監督・企画）- 良枝 役
- 理由（2004年、WOWOW・ドラマW）- 資産家の若妻・とし子 役
- Soeur（2007年）- 夕美 役
- 子猫の涙（2008年）- 森岡治子（大人時代） 役
- その日のまえに（2008年、角川映画）- 浜風町内のケーキ店のウエイトレス・入江睦美 役
- ボックス!（2010年、東宝）- 鏑矢こと美 役（最後の作品）

### Vシネマ
- 民事介入暴力 非合法領域（2002年、ミュージアム）- 船田法律事務所 弁護士・星野美咲 役

### 舞台
- 夜曲（1996年）
- 渥美清子の青春（2001年）
- マシーン日記（2001年）
- あるいは友をつどいて（2004年）
- 胡桃の部屋（2005年）
- 下町日和（2006年）

### ゲーム
- 東京シャドウ（1996年）- 警視庁 防犯部 少年第三課・高城京子 役

### バラエティ
- 田舎に泊まろう! - ゲスト
- 今田東野ナイナイの芸能界ダメならぬがねば!!（1994年10月1日）
- グータンヌーボ - ゲスト
- クイズ!年の差なんて（1993年10月 - 1994年3月）- 木曜日レギュラー
- つよチャン堂本舗 - レギュラー
- TK MUSIC CLAMP - ゲスト
- 天使のU・B・U・G（1994年10月13日 -1994年12月30日）- レギュラー
- マジカル頭脳パワー!! - ゲスト
- NEWSもぎたて朝一番
- 人気者でいこう! - 初期のレギュラー
- パパパパパフィー  - ゲスト
- 世直しバラエティー カンゴロンゴ - ゲスト

### 紀行番組
- にっぽん!いい旅 - ゲスト
- もうひとつの「阿寒に果つ」〜氷の自画像を尋ねて〜（1996年、HBC）

### 音楽番組
- THE夜もヒッパレ - ゲスト

### CM
- ロッテ（1993年 - 1996年）
- 日本コカ・コーラ スプライト（1994年）
- ベネッセコーポレーション（1995年）
- キーエンス
- 日清食品
- 日産自動車 シルビア
- 花王 ソフィーナ レイシャス 初代イメージキャラクター（2000年 - ）
- コーセー
- ブルボン
- ビスティ CR清水の次郎長〜命の絆〜（2009年）

## 作品

### 楽曲
- やわらかい風 (みんなのうた 1994年10-11月)
- Carnival（1997年11月6日）PODH-1386
  1. Carnival
日本テレビ『shin-D』エンディングテーマ。
  2. Hell or Heaven
  3. Carnival（インストゥルメンタル）
- 赤い鳥（1998年2月18日）PODH-1394
  1. 赤い鳥
  2. 赤い鳥（エコー・フロム・スカイ・ミックス）
  3. 赤い鳥（インストゥルメンタル）

### 映像作品
- リボンをほどいて…（1994年、芳友メディアプロデュース）VHS ISBN 978-4893921352

## 受賞
1996年
- 第8回ザテレビジョンドラマアカデミー賞 助演女優賞（『銀狼怪奇ファイル』）[11]

## 書籍
- 私はゴミ箱になりたい（1998年、主婦と生活社）ISBN 978-4391121513

### 写真集
- Treasure（1994年、近代映画社）ISBN 978-4764817395
- Dix-Sept ans（1994年、ワニブックス）ISBN 978-4847023774
- FD（1995年、ドーム）ISBN 978-4887341098
- 宝生舞+篠山紀信（1996年、朝日出版社）ISBN 978-4255960111
- Accidents Series 13 Mai Hosho + Kishin Shinoyama（1999年、朝日出版社）ISBN 978-4255990286